# Tadschikische Autonome Sozialistische Sowjetrepublik

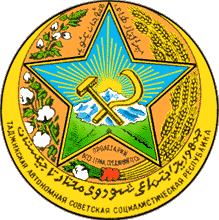
Wappen der Tadschikischen Autonomen Sozialistischen Sowjetrepublik

Die Tadschikische Autonome Sozialistische Sowjetrepublik (Tadschikische ASSR; tadschikisch Ҷумҳурияти Сӯсиолистии Шӯравии Мухтори Тоҷикистон Çumhūrijati Sūsiolistiji Şūraviji Muxtori Toçikston) war von 1924 bis 1929 eine autonome Republik innerhalb der Usbekischen SSR der Sowjetunion.
Im Oktober 1924 wurden durch eine Reihe von Rechtsakten die drei zuvor bestehenden regionalen Einheiten in Zentralasien (Turkestanische ASSR, Volksrepublik Buchara und Volksrepublik Choresmien) in fünf neue Einheiten auf der Grundlage ethnischer Grundsätze verteilt. So entstanden die Usbekische SSR, die Turkmenische SSR, die Tadschikische ASSR (innerhalb der Usbekischen SSR), die Kirgisische Autonome Oblast (als Provinz der RSFSR) und die Karakalpakische Autonome Oblast (als Provinz der Kasachischen ASSR).
Die Hauptstadt der tadschikischen ASSR wurde Djuschambe (heute Duschanbe). Im Oktober 1929 wurde die Tadschikische ASSR in eine vollwertige Sozialistische Sowjetrepublik, die Tadschikische Sozialistische Sowjetrepublik, umgewandelt, die zusätzlich die Chodschent-Region (heute Provinz Sughd im nördlichen Tadschikistan) aus der Usbekischen SSR aufnahm.